# Mogliano
Mogliano é uma comuna italiana da região das Marcas, província de Macerata, com cerca de 4.832 habitantes. Estende-se por uma área de 29 km², tendo uma densidade populacional de 167 hab/km². Faz fronteira com Corridonia, Fermo (FM), Francavilla d'Ete (FM), Loro Piceno, Massa Fermana (FM), Petriolo.

## Demografia
| Variação demográfica do município entre 1861 e 2011                               |
|                                                                                   |
| Fonte: Istituto Nazionale di Statistica (ISTAT) - Elaboração gráfica da Wikipedia |